# 보건지리학

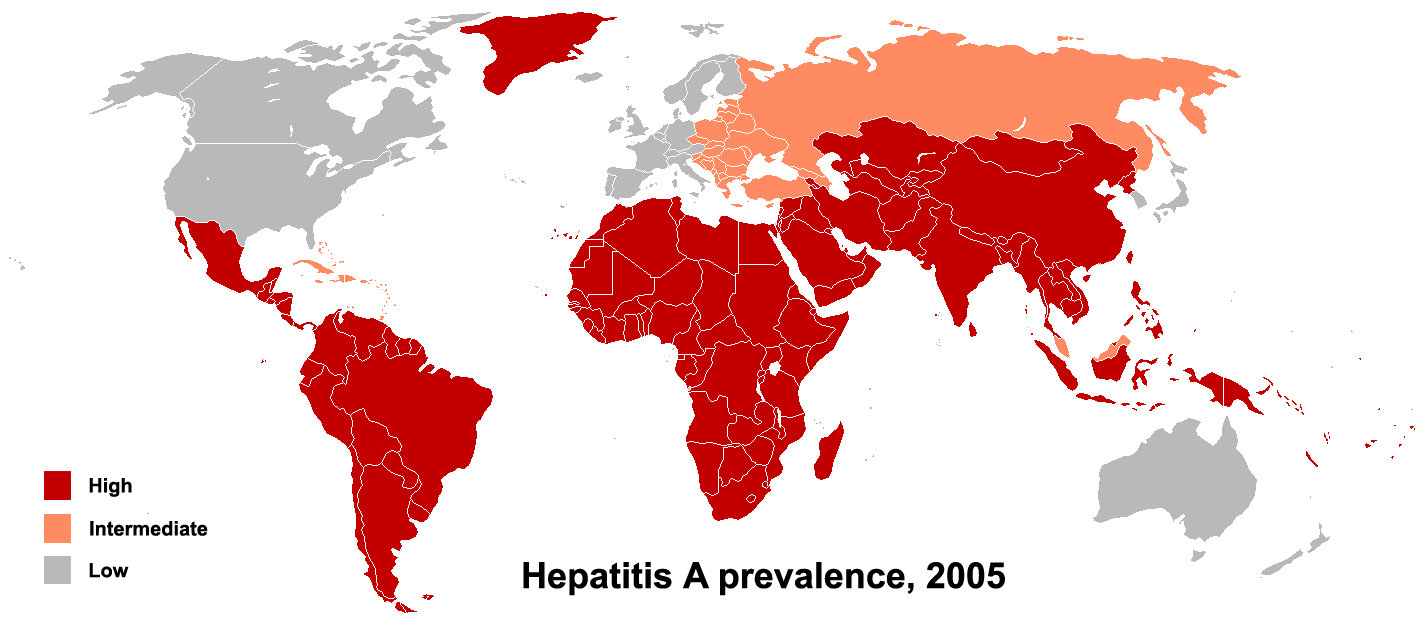
2005년 전 세계 A형 간염 발병 지도

보건지리학(health geography)은 건강, 질병 및 의료 연구에 지리적 정보, 관점 및 방법을 적용하는 것이다. 보건지리학의 하위 분야 또는 자매 분야인 의료지리학(medical geography)은 자연 및 사회 환경과 관련된 건강 및 질병의 공간적 패턴을 이해하는 데 중점을 둔다. 전통적으로 의료지리학에는 두 가지 주요 연구 영역이 있다. 첫 번째는 공간적 분포와 질병률 및 사망률의 결정 요인을 다루는 반면, 두 번째는 건강 계획, 도움 구하는 행동 및 의료 서비스 제공을 다룬다.

## 같이 보기
- 장애의 사회적 모델